# علم التخدر
علم التخدر أو علم المخدرات هو تخصص فرعي من الطب النفسي يتعامل مع الوقاية والعلاج والتشخيص والرعاية الاجتماعية والتعافي من إدمان المخدرات. ويشمل هذا مختلف التشوهات ذات الصلة بظواهر الناركومانيا، الهوس السمي، إدمان الكحول المزمن، ومسبباته، والتسبب في الأمراض، والجوانب السريرية. مصطلح ممارس علم المخدرات هو عالم المخدرات. في الولايات المتحدة، المصطلحات المقارنة هي طب الإدمان ومدمن.
قُدِّمَ علم المخدرات كتخصص طبي منفصل في الاتحاد السوفيتي خلال أوائل الستينيات وحتى السبعينيات. يُستخدمُ مُصطلح «عِلمُ المُخَدَّرَاتِ» خَاصَّةً في دول الاتحاد السوفيتي السابق، بما في ذلك روسيا.

## انتهاكات حقوق الإنسان في روسيا
وَثَّقَتْ هيئات الأمم المتحدة ومنظمات حقوق الإنسان انتهاكات حقوق الإنسان ضد الأشخاص الذين يتعاطون المخدرات في روسيا، بما في ذلك الحظر المطلق على العلاج ببدائل المواد الأفيونية وعلاج الميثادون المداومة، واستخدام الأساليب غير العلمية في علاج اضطرابات الإدمان، وغياب الاعتماد على المخدرات. علاج الأشخاص الذين يعانون من حالات طبية خطيرة.